# Óscar Arnulfo Romero
Óscar Arnulfo Romero y Galdámez (Ciudad Barrios, 15 de agosto de 1917-San Salvador, 24 de marzo de 1980), conocido como monseñor Romero, fue un sacerdote católico salvadoreño, cuarto arzobispo metropolitano de San Salvador (1977-1980), célebre por su prédica en defensa de los derechos humanos. 
Como arzobispo, denunció en sus homilías dominicales numerosas violaciones de los derechos humanos y manifestó en público su solidaridad hacia las víctimas de la violencia política de su país. Su asesinato provocó la protesta internacional en demanda del respeto a los derechos humanos en El Salvador. Dentro de la Iglesia católica se le consideró como un obispo que defendía la «opción preferencial por los pobres». En una de sus homilías, afirmó: «La misión de la Iglesia es identificarse con los pobres, así la Iglesia encuentra su salvación» (11 de noviembre de 1977).
Sus acciones son admiradas por los seguidores de la teología de la liberación; sin embargo, según su secretario monseñor Jesús Delgado, «Romero no estaba interesado» en ella. Para el jesuita Martin Maier, si antes de 1977 la había juzgado como una moda teológica peligrosa, después escogió a Ignacio Ellacuría (martirizado como él) y a Jon Sobrino como sus consejeros teológicos y destacó en sus homilías y cartas pastorales la opción por los pobres, los signos de los tiempos, la praxis y el método de ver-juzgar-actuar. En la Conferencia de Puebla se reunió con los teólogos de la liberación, a quienes habían negado la participación oficial. En Lovaina, disipó los prejuicios ante la teología de la liberación.
En 1979 fue nominado al Premio Nobel de la Paz a propuesta del Parlamento del Reino Unido. Sin embargo, la laureada con este galardón ese año fue Teresa de Calcuta.
Fue asesinado durante la celebración de una eucaristía en la capilla del hospital Divina Providencia en San Salvador. La orden de su asesinato nunca se ha confirmado oficialmente.
El 24 de marzo de 1990 se dio inicio a la causa de canonización de monseñor Romero. En 1994 se presentó de modo formal la solicitud para la canonización a su sucesor Arturo Rivera y Damas. A partir de ese proceso, monseñor Romero recibió el título de Siervo de Dios. El 3 de febrero de 2015 fue reconocido por parte de la Iglesia católica como mártir «por odio a la fe», al ser aprobado por el papa Francisco el decreto de martirio correspondiente y promulgado por la Congregación para las Causas de los Santos. Por eso mismo, en consonancia con los procesos debidos según los estipula la misma Iglesia católica, el 23 de mayo de 2015 fue beatificado en la plaza Salvador del Mundo. Poco más de tres años más tarde, el 14 de octubre de 2018 fue canonizado por el papa Francisco en la plaza de San Pedro en Roma.
La Iglesia católica lo venera como santo y algunos de sus fieles se refieren a él como san Romero de América.
Óscar Romero goza de las siguientes particularidades: Se trata del primer salvadoreño en ser elevado a los altares; el primer arzobispo mártir de América; el primero en ser declarado mártir ulterior al Concilio Vaticano II; el primer santo nativo de Centroamérica, ya que, si bien es cierto el santo hermano Pedro de San José de Betancur realizó toda su obra por la que fue canonizado en la ciudad de Santiago de los Caballeros de Guatemala y, por tanto, también un santo centroamericano, sus orígenes se encuentran en Tenerife, España. Además, la santificación por parte de la Iglesia católica no es la primera que ha recibido, puesto que la Iglesia anglicana ya lo había incluido en su santoral oficial, así como la Iglesia luterana también ya lo había incluido en su calendario litúrgico.
Fuera de la Iglesia católica, Romero es honrado por otras denominaciones religiosas de la cristiandad, incluyendo a la Comunión anglicana y el luteranismo, como ya se ha mencionado antes. En la comunión anglicana, es uno de los diez mártires del siglo XX representados en las estatuas de la abadía de Westminster de Londres. Óscar Romero es admirado aún fuera del mundo cristiano, llegando, incluso, a ser valorado en círculos comunistas y irreligiosos.

## Biografía

### Infancia y juventud

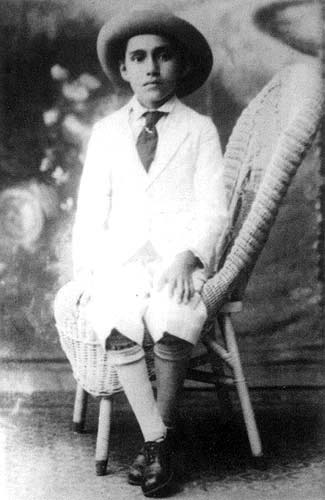
Óscar Romero a los 11 años (1928).

Nació el 15 de agosto de 1917 en Ciudad Barrios, departamento de San Miguel (El Salvador). Era el segundo de 8 hermanos, hijos del matrimonio formado por Santos Romero y Guadalupe Galdámez. Fue bautizado el 11 de mayo de 1919 en la iglesia parroquial de su ciudad natal. Desde niño tuvo una salud muy frágil. En la escuela pública donde estudió, destacaba en materias humanísticas más que en matemáticas.
Desde su infancia practicó la oración nocturna y la veneración al Inmaculado Corazón de María.
En 1930, a la edad de 13 años, ingresó al seminario menor de la ciudad de San Miguel, que estaba dirigido por sacerdotes claretianos. Posteriormente, en 1937, entró en el Seminario de San José de la Montaña de San Salvador. Ese mismo año, se trasladó a Roma, donde continuó sus estudios de teología en la Pontificia Universidad Gregoriana. 

### Sacerdocio

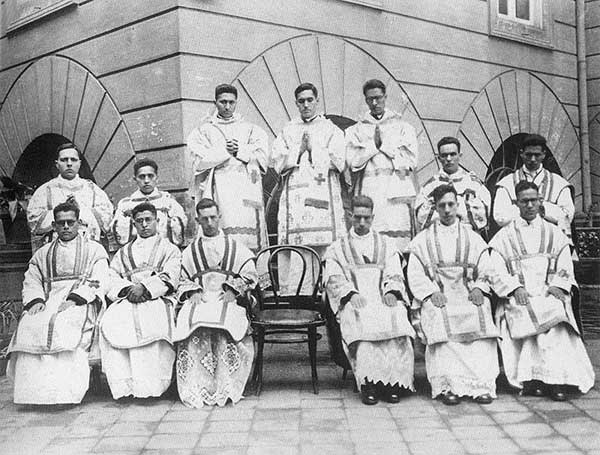
Ordenación sacerdotal en Roma (4 de abril de 1942).

Vivió en el Colegio Pío Latinoamericano (casa que alberga a estudiantes de Latinoamérica), hasta que llegó a ser ordenado sacerdote el 4 de abril de 1942 a la edad de 24 años. En Roma fue alumno de monseñor Giovanni Batista Montini (futuro papa Pablo VI).
Regresó a El Salvador en 1943, siendo nombrado párroco de la ciudad de Anamorós en La Unión; después fue enviado a la ciudad de San Miguel, donde sirvió como párroco en la Catedral de Nuestra Señora de La Paz y como secretario del obispo diocesano monseñor Miguel Ángel Machado.
Posteriormente fue nombrado secretario de la Conferencia Episcopal de El Salvador en 1968. 

## Episcopado

### Obispo auxiliar de San Salvador
El 21 de abril de 1970, el papa Pablo VI lo designó obispo auxiliar de San Salvador, recibiendo la consagración episcopal el 21 de junio de 1970, de manos del nuncio apostólico Girolamo Prigione.

### Obispo de Santiago de María
El 15 de octubre de 1974, fue nombrado obispo de la diócesis de Santiago de María, departamento de Usulután. Ocupó esa sede durante dos años.

### Arzobispo de San Salvador

#### 1977
El 3 de febrero de 1977, fue nombrado por el papa Pablo VI arzobispo de San Salvador, para suceder a monseñor Luis Chávez y González.

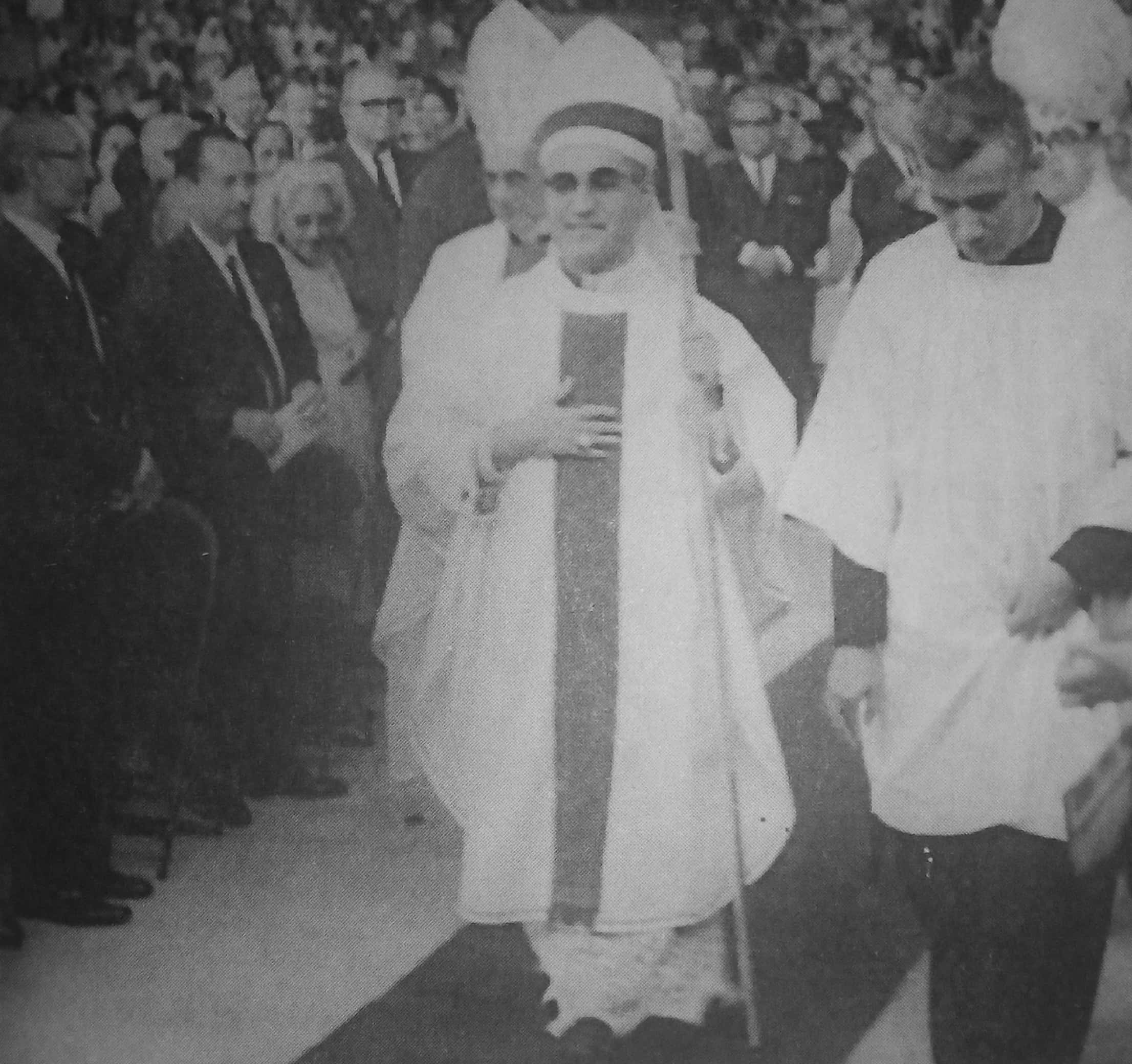
Óscar Romero (al centro) y Rutilio Grande (al lado derecho) en 1977.

Muchos sacerdotes y laicos de la arquidiócesis sintieron extrañeza ante su nombramiento, pues preferían para el cargo a Arturo Rivera y Damas, obispo auxiliar de monseñor Chávez. Algunos consideraron a Romero como el candidato de los sectores conservadores que deseaban contener a los sectores de la Iglesia arquidiocesana que defendían la «opción preferencial por los pobres» (conocidos como clero medellinista).
El 10 de febrero de 1977, en una entrevista que le realizó el periódico La Prensa Gráfica, el arzobispo designado afirmó:

El gobierno no debe tomar al sacerdote que se pronuncia por la justicia social como un político o elemento subversivo, cuando éste está cumpliendo su misión en la política de bien común.

El 20 de febrero, mientras la arquidiócesis se preparaba para la toma de posesión del nuevo arzobispo, el país celebraba elecciones presidenciales. Luego de los comicios, el 26 de febrero, el Consejo Central de Elecciones declaró vencedor al general Carlos Humberto Romero, candidato del Partido de Conciliación Nacional (en el poder desde 1962). Las fuerzas opositoras denunciaron un fraude electoral de grandes proporciones y convocaron a una concentración popular en la Plaza Libertad de San Salvador. El 28 de febrero, las fuerzas de seguridad gubernamentales disolvieron violentamente esta concentración popular, con un saldo de decenas de muertos y desaparecidos.
Durante la semana anterior a la toma de posesión de Romero como arzobispo, el gobierno del presidente Arturo Armando Molina arrestó y expulsó del territorio salvadoreño a los sacerdotes Bernard Survill (estadounidense) y Willibrord Denaux (belga), miembros del clero arquidiocesano. Tres semanas antes, a finales de enero, había sido arrestado y expulsado del país el sacerdote colombiano Mario Bernal.
El 22 de febrero, Romero tomó posesión del cargo de arzobispo de San Salvador en una ceremonia sencilla celebrada en la capilla del Seminario Mayor de San José de la Montaña, a la que asistieron el nuncio apostólico Emanuele Gerada y los demás obispos de El Salvador. Ese mismo día, el gobierno anunció que varios religiosos que se hallaban fuera del país, entre ellos el español Benigno Fernández S. J. y el nicaragüense Juan Ramón Vega Mantilla, no debían regresar.
El 5 de marzo, durante una asamblea especial de los obispos, se eligió a Romero como vicepresidente de la Conferencia Episcopal de El Salvador y se preparó un comunicado para denunciar la persecución de la Iglesia en el país.
El 12 de marzo de 1977, el P. Rutilio Grande, S. J., amigo íntimo de Romero, fue asesinado en la ciudad de Aguilares junto a dos campesinos. Grande llevaba cuatro años al frente de la parroquia de Aguilares, donde había promovido la creación de comunidades eclesiales de base y la organización de los campesinos de la zona. El propio presidente de la República informó a Romero sobre la muerte de Grande, prometiendo una investigación sobre los hechos. El arzobispo reaccionó a este asesinato convocando a una misa única para mostrar la unidad de su clero. Esta misa se celebró el 20 de marzo en la plaza Barrios de San Salvador, a pesar de la oposición del nuncio apostólico y de otros obispos.

#### 1978-1979

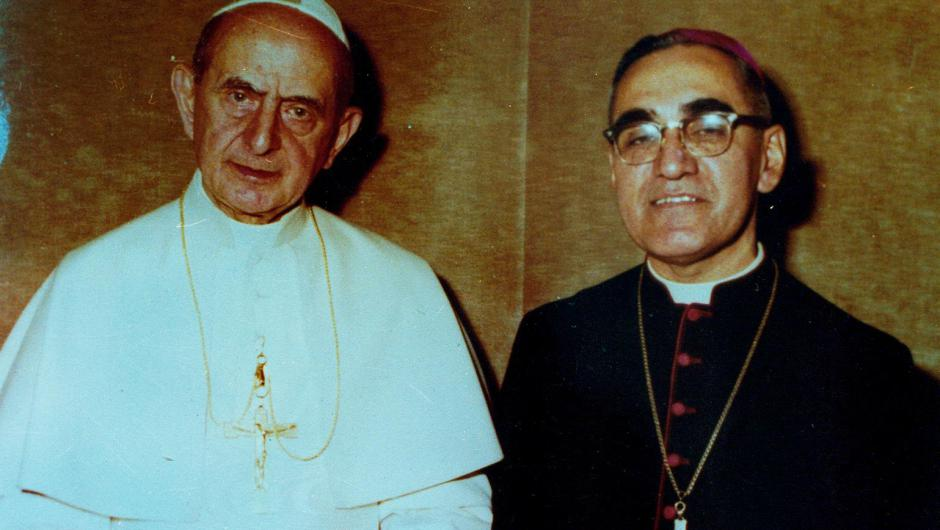
Reunión del papa Pablo VI y el arzobispo de San Salvador (1978).

En estas fechas, cambió su predicación y pasó a defender los derechos de los desprotegidos. Monseñor Romero denunció en sus homilías los atropellos contra los derechos de los campesinos, de los obreros, de sus sacerdotes y de todas las personas que recurrieran a él, en el contexto de violencia y represión militar que vivía el país. En sus homilías posteriores a la muerte de Rutilio Grande, se refirió sin temor a los textos de la Conferencia de Medellín y pidió una mayor justicia en la sociedad. Durante los tres años siguientes, sus homilías, transmitidas por la radio diocesana YSAX, denunciaban la violencia tanto del gobierno militar como de los grupos armados de izquierda. Señaló especialmente hechos violentos como los asesinatos cometidos por escuadrones de la muerte y la desaparición forzada de personas, cometida por los cuerpos de seguridad. En agosto de 1978, publicó una carta pastoral donde afirmaba el derecho del pueblo a la organización y al reclamo pacífico de sus derechos.
Durante este período, monseñor Óscar Romero fue seguido de cerca por la dictadura cívico-militar argentina, ya que consideraban su prédica como "marxista" y "subversiva". En la comunicación de la Cancillería Argentina puede rastrearse esta documentación.

#### Primer intento de homicidio

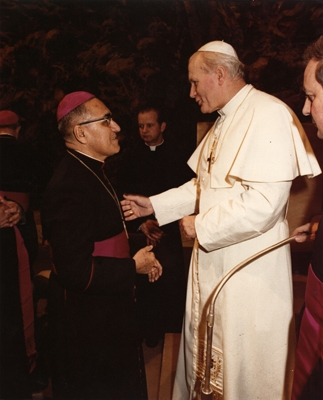
Óscar Romero y Juan Pablo II (mayo de 1979).

El 9 de marzo de 1980, en la basílica del Sagrado Corazón de Jesús se encontró un portafolios de color negro colocado debajo del altar mayor. La persona que notó su presencia, identificada como el sacerdote Ramiro Jiménez, notificó inmediatamente a la extinta Policía Nacional. El detective Juan Francisco Alas, experto en explosivos de la Policía Nacional, desactivó la bomba; ésta estaba compuesta por un interruptor, un radiotransmisor conectado a tres baterías de 1.5 voltios que activarían dos detonadores eléctricos accionados por control remoto. La cantidad del explosivo era de 72 candelas de dinamita comercial.
Según investigaciones, la bomba se accionaría en el momento que monseñor Oscar Arnulfo Romero oficiaría una misa en memoria de Mario Zamora Rivas, un exprocurador general y exsecretario general del Partido Demócrata Cristiano, asesinado el 23 de febrero de 1980 en su lugar de residencia. La gestión de la Fiscalía General de la República no hizo ninguna investigación formal del caso.

## Asesinato
En octubre de 1979, Romero recibió con cierta esperanza las promesas de la nueva administración de la Junta Revolucionaria de Gobierno, pero con el transcurso de las semanas volvió a denunciar nuevos hechos de represión realizados por los cuerpos de seguridad. El 2 de febrero de 1980, la Universidad Católica de Lovaina distinguió a Romero con el doctorado honoris causa como reconocimiento por su lucha en defensa de los derechos humanos. En ocasión de recibir ese título honorífico, Romero pronunció un discurso considerado como su testamento profético:

[...] Las mayorías pobres de nuestro país son oprimidas y reprimidas cotidianamente por las estructuras económicas y políticas de nuestro país. Entre nosotros siguen siendo verdad las terribles palabras de los profetas de Israel. Existen entre nosotros los que venden al justo por dinero y al pobre por un par de sandalias; los que amontonan violencia y despojo en sus palacios; los que aplastan a los pobres; los que hacen que se acerque un reino de violencia, acostados en camas de marfil; los que juntan casa con casa y anexionan campo a campo hasta ocupar todo el sitio y quedarse solos en el país. [...]
 Es, pues, un hecho claro que nuestra Iglesia ha sido perseguida en los tres últimos años. Pero lo más importante es observar por qué ha sido perseguida. No se ha perseguido a cualquier sacerdote ni atacado a cualquier institución. Se ha perseguido y atacado aquella parte de la Iglesia que se ha puesto del lado del pueblo pobre y ha salido en su defensa. Y de nuevo encontramos aquí la clave para comprender la persecución a la Iglesia: los pobres. De nuevo son los pobres lo que nos hacen comprender lo que realmente ha ocurrido. Y por ello la Iglesia ha entendido la persecución desde los pobres. La persecución ha sido ocasionada por la defensa de los pobres y no es otra cosa que cargar con el destino de los pobres. [...]
 El mundo de los pobres con características sociales y políticas bien concretas, nos enseña dónde debe encarnarse la Iglesia para evitar la falsa universalización que termina siempre en connivencia con los poderosos. El mundo de los pobres nos enseña cómo ha de ser el amor cristiano, que busca ciertamente la paz, pero desenmascara el falso pacifismo, la resignación y la inactividad; que debe ser ciertamente gratuito pero debe buscar la eficacia histórica. El mundo de los pobres nos enseña que la sublimidad del amor cristiano debe pasar por la imperante necesidad de la justicia para las mayorías y no debe rehuir la lucha honrada. El mundo de los pobres nos enseña que la liberación llegará no sólo cuando los pobres sean puros destinatarios de los beneficios de gobiernos o de la misma Iglesia, sino actores y protagonistas ellos mismos de su lucha y de su liberación desenmascarando así la raíz última de falsos paternalismos aun eclesiales. Y también el mundo real de los pobres nos enseña de qué se trata en la esperanza cristiana.
Óscar Romero

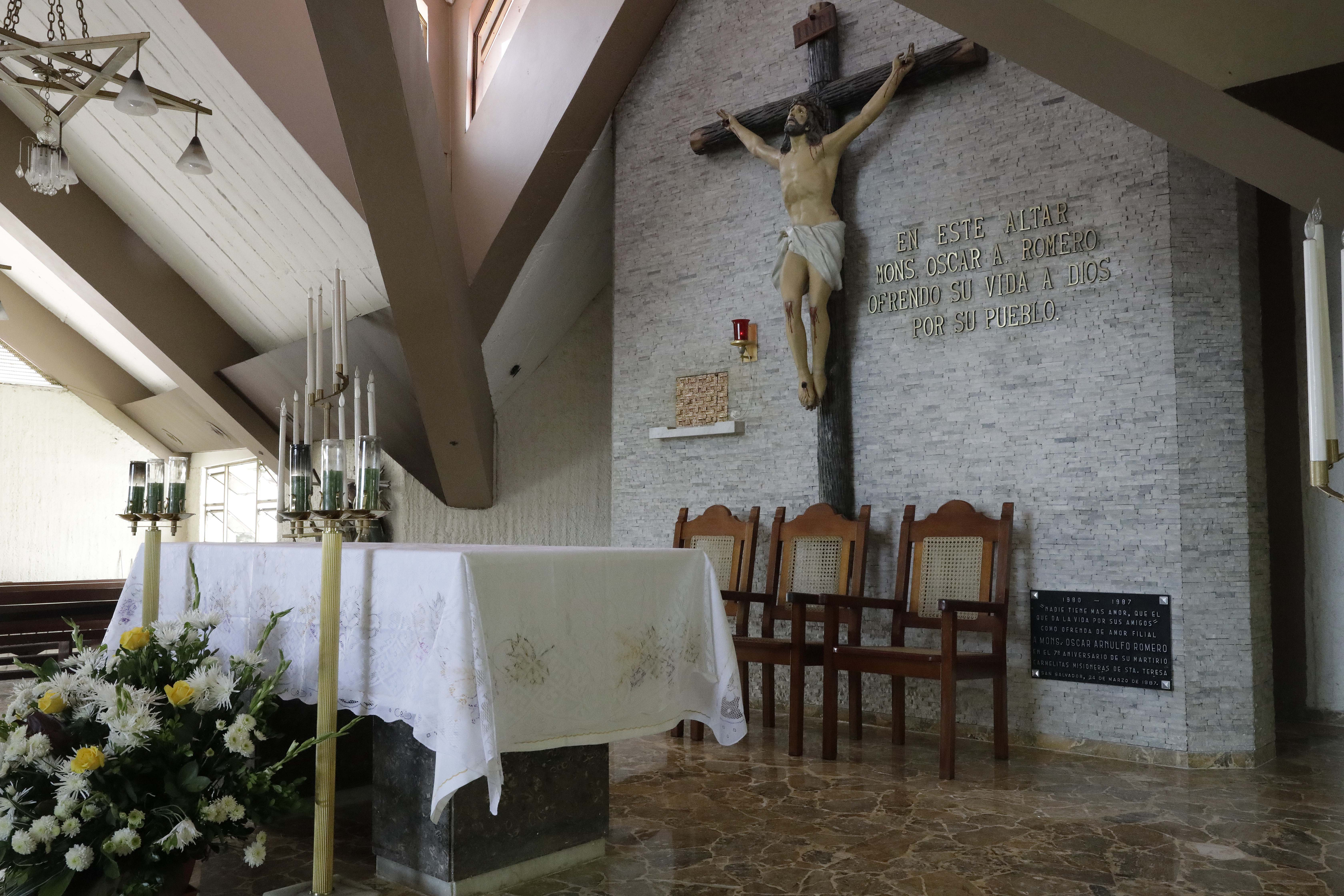
Altar de la capilla del hospital Divina Providencia, lugar donde el arzobispo fue asesinado mientras oficiaba misa.

El 23 de marzo de 1980, un día antes de su muerte, Romero hizo desde la catedral un enérgico llamamiento al ejército salvadoreño en su homilía titulada La Iglesia, un servicio de liberación personal, comunitaria, trascendente, que más tarde se conoció como Homilía de fuego:

Yo quisiera hacer un llamamiento, de manera especial, a los hombres del ejército. Y en concreto a las bases de la Guardia Nacional, de la policía, de los cuarteles... Hermanos, son de nuestro mismo pueblo. Matan a sus mismos hermanos campesinos. Y ante una orden de matar que dé un hombre, debe prevalecer la ley de Dios que dice: "No matar". Ningún soldado está obligado a obedecer una orden contra la Ley de Dios. Una ley inmoral, nadie tiene que cumplirla. Ya es tiempo de que recuperen su conciencia, y que obedezcan antes a su conciencia que a la orden del pecado. La Iglesia, defensora de los derechos de Dios, de la Ley de Dios, de la dignidad humana, de la persona, no puede quedarse callada ante tanta abominación. Queremos que el gobierno tome en serio que de nada sirven las reformas si van teñidas con tanta sangre. En nombre de Dios pues, y en nombre de este sufrido pueblo, cuyos lamentos suben hasta el cielo cada día más tumultuosos, les suplico, les ruego, les ordeno en nombre de Dios: Cese la represión.
Óscar Romero

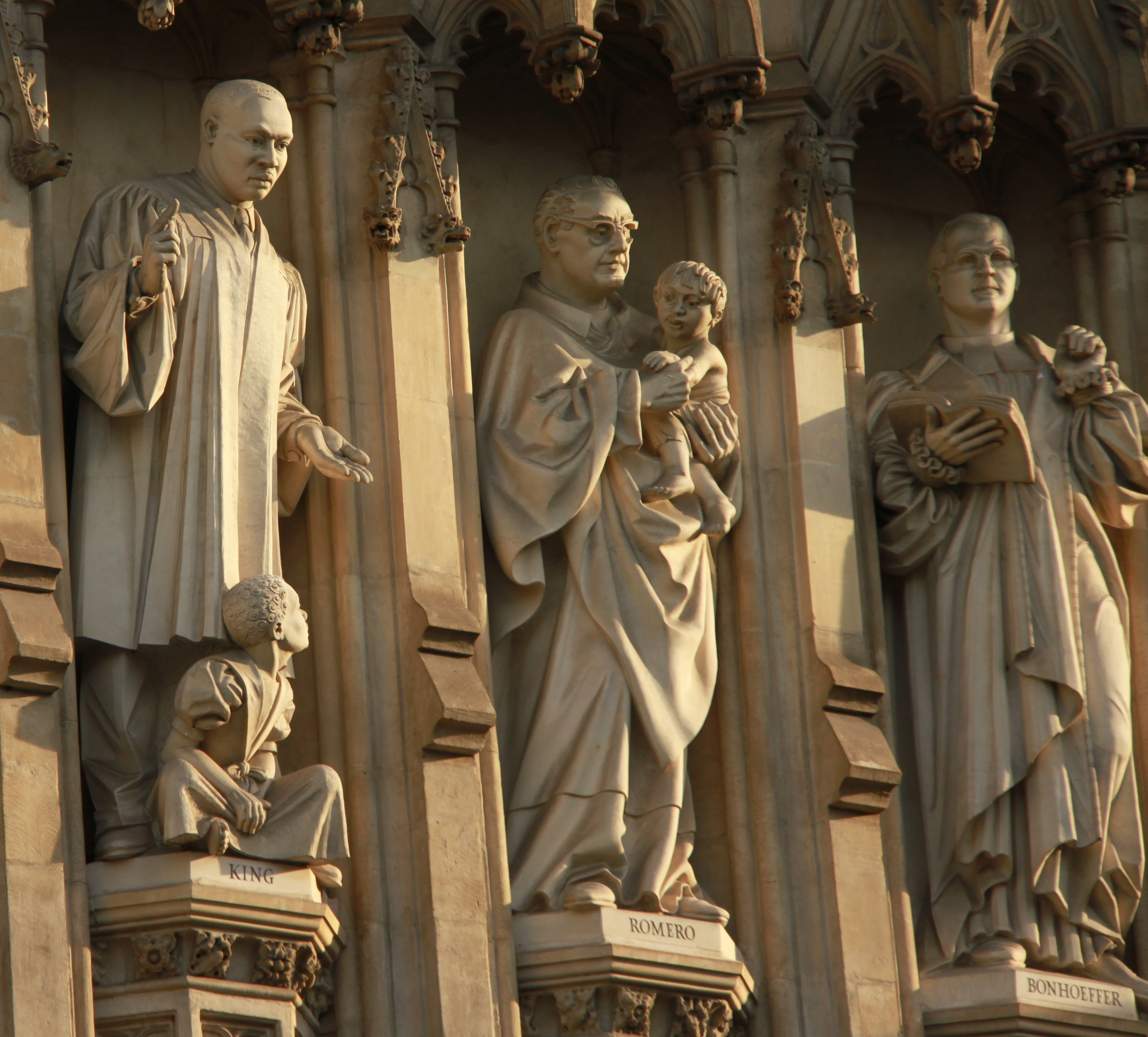
Escultura que representa al arzobispo Óscar Romero, flanqueada por la de Martin Luther King, Jr., a la izquierda, y la del pastor Dietrich Bonhoeffer, a la derecha, en la galería de los Diez Mártires del, ubicada sobre la gran puerta occidental de la abadía de Westminster en Londres. La estatua de Romero fue diseñada por Tim Crawley y esculpida por John Roberts.

El lunes 24 de marzo de 1980, por la mañana, estuvo en un retiro organizado por el Opus Dei, un encuentro mensual de amigos sacerdotes dirigidos por monseñor Fernando Sáenz Lacalle. En ese día reflexionaron sobre el sacerdocio. Por la tarde del mismo día, aproximadamente a las 6:30 de la tarde fue asesinado mientras celebraba una misa en la capilla del hospital Divina Providencia en la colonia Miramonte de San Salvador. Un disparo hecho por un francotirador desde un auto con capota de color rojo impactó en su corazón momentos antes de la consagración. Tenía 62 años.
Los restos mortales descansan en la cripta de la catedral metropolitana de San Salvador, justo debajo del altar mayor del templo y dentro de un mausoleo que ostenta su nombre. El monumento fúnebre es una estructura de bronce que representa al cuerpo de Romero rodeado de cuatro ángeles que simbolizan los cuatro evangelios. Fue donado por la Comunidad de Sant'Egidio, cuyo consejero eclesiástico es monseñor Vincenzo Paglia, postulador oficial de la causa de beatificación, y fue elaborado por el artista italiano Paolo Borghi. La cripta ha sido visitada por reconocidas personalidades, entre las que se encuentran Juan Pablo II, Barack Obama y Ban Ki-moon.

### Investigaciones posteriores
En 1993, la Comisión de la Verdad, creada por los Acuerdos de Paz de Chapultepec para investigar los crímenes más graves de la guerra civil salvadoreña, concluyó que el asesinato de monseñor Romero había sido ejecutado por un francotirador. En 2004, el Center for Justice and Acountability consiguió que una corte de los Estados Unidos declarase civilmente responsable del crimen al capitán Saravia.
El 6 de noviembre de 2009, el Gobierno salvadoreño presidido por Mauricio Funes decidió investigar el asesinato de Romero para acatar un mandato de la Comisión Interamericana de Derechos Humanos del año 2000.
Treinta y un años después del asesinato, se conoció el nombre del asesino de Romero: Marino Samayor Acosta, un subsargento de la sección II de la extinta Guardia Nacional y miembro del equipo de seguridad del expresidente de la República, quien manifestó que la orden para cometer el crimen la recibió del mayor Roberto d'Aubuisson, creador de los escuadrones de la muerte y fundador de ARENA, y del coronel Arturo Armando Molina. Marino Samayor Acosta habría recibido 114 dólares por realizar esa acción. Marisa d'Aubuisson, hermana de Roberto d'Aubuisson pero contrapuesta a su forma de pensamiento, creó años más tarde la fundación que promovió la beatificación del obispo salvadoreño.

## Canonización

### Vida espiritual

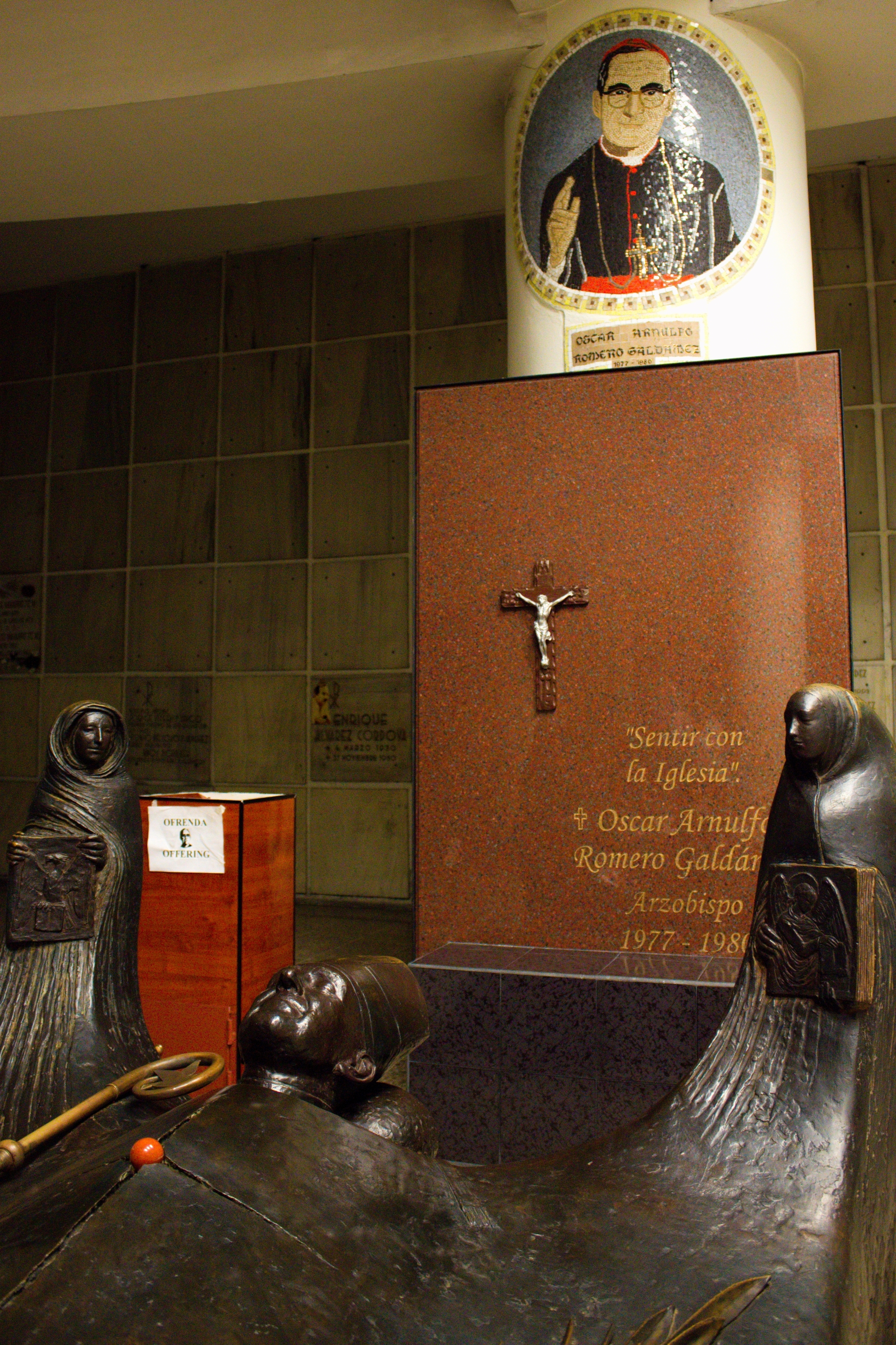
Interior de la cripta de monseñor Romero en la Catedral Metropolitana de San Salvador.

James R. Brockman, SJ, biógrafo de Romero y autor de Vida de Mons. Oscar A. Romero dijo que «todas las pruebas disponibles indican que continuó su búsqueda de la santidad hasta el final de su vida. Pero también maduró en esa búsqueda».
Según Brockman, el viaje espiritual de Romero tenía algunas de estas características: el amor a la Iglesia de Roma, demostrado por su lema episcopal, «sentir con la Iglesia», una frase que tomó de los Ejercicios Espirituales de San Ignacio; una tendencia a hacer un examen de conciencia muy profundo; un énfasis en la piedad sincera; mortificación y penitencia a través de sus deberes; protección para su castidad ; dirección espiritual; «ser uno con la Iglesia encarnada en este pueblo que necesita la liberación»; entusiasmo por la oración contemplativa y encontrar a Dios en los demás; fidelidad a la voluntad de Dios; ofrecimiento a Jesucristo.
Romero tenía dirección espiritual semanal con un sacerdote del Opus Dei. En 1975 escribió en apoyo de la causa de la canonización del fundador del Opus Dei, «Personalmente, debo gratitud profunda a los sacerdotes de la Obra a quienes he confiado con mucha satisfacción la dirección espiritual de mi vida y de otros sacerdotes».

### Apertura de la causa
El 24 de marzo de 1990 se dio inicio a la causa de canonización de Romero y se designó al presbítero Rafael Urrutia como postulador de la causa. El 12 de mayo de 1994, durante el proceso diocesano, se presentó formalmente la solicitud para su canonización a su sucesor, el arzobispo metropolitano Arturo Rivera y Damas. El proceso diocesano concluyó el 1 de noviembre de 1996, y el 4 de julio de 1997 la Santa Sede aceptó la causa como válida. La causa fue elevada a la Congregación para las Causas de los Santos, en la Ciudad del Vaticano, la que en 2000 la transfirió a la Congregación para la Doctrina de la Fe (en ese entonces dirigida por el cardenal alemán Joseph Ratzinger, posteriormente papa Benedicto XVI) para que analizara concienzudamente los escritos y homilías de monseñor Romero. Una vez terminado dicho análisis, en 2005 el postulador de la causa de canonización, monseñor Vincenzo Paglia, informó a los medios de comunicación de las conclusiones del estudio: «Romero no era un obispo revolucionario, sino un hombre de la Iglesia, del Evangelio y de los pobres».
Algunos analistas vaticanos señalaron la existencia de cierto «bloqueo de la causa» a partir de 1997, por razones de índole ideológica. El propio postulador monseñor Vincenzo Paglia explicó que tuvo «algunos» malentendidos con Juan Pablo II porque, a su juicio, las informaciones que llegaban en aquel momento desde El Salvador «iban todas en una dirección»: la derecha política, los embajadores salvadoreños ante la Santa Sede y algunos cardenales acusaban a Romero de «estar desequilibrado» y de «ser comunista». No obstante, Paglia precisó que hubo un momento en el que el papa polaco modificó su postura: «En su primer viaje a El Salvador cambió y quiso ir a la Catedral, esperó diez minutos porque estaba cerrada. Allí impuso sus manos sobre la tumba de Romero. Además, me ha dicho en muchas ocasiones que Romero es de la Iglesia». Asimismo, Karol Wojtyła recordó a monseñor Romero en la celebración de nuevos mártires durante el jubileo del año 2000, insertando su nombre —ausente en el texto— en el oremus final. Por otra parte, Paglia señaló que fue Benedicto XVI quien desbloqueó el proceso de beatificación el 20 de diciembre de 2012, poco antes de anunciar su renuncia.

### Beatificación

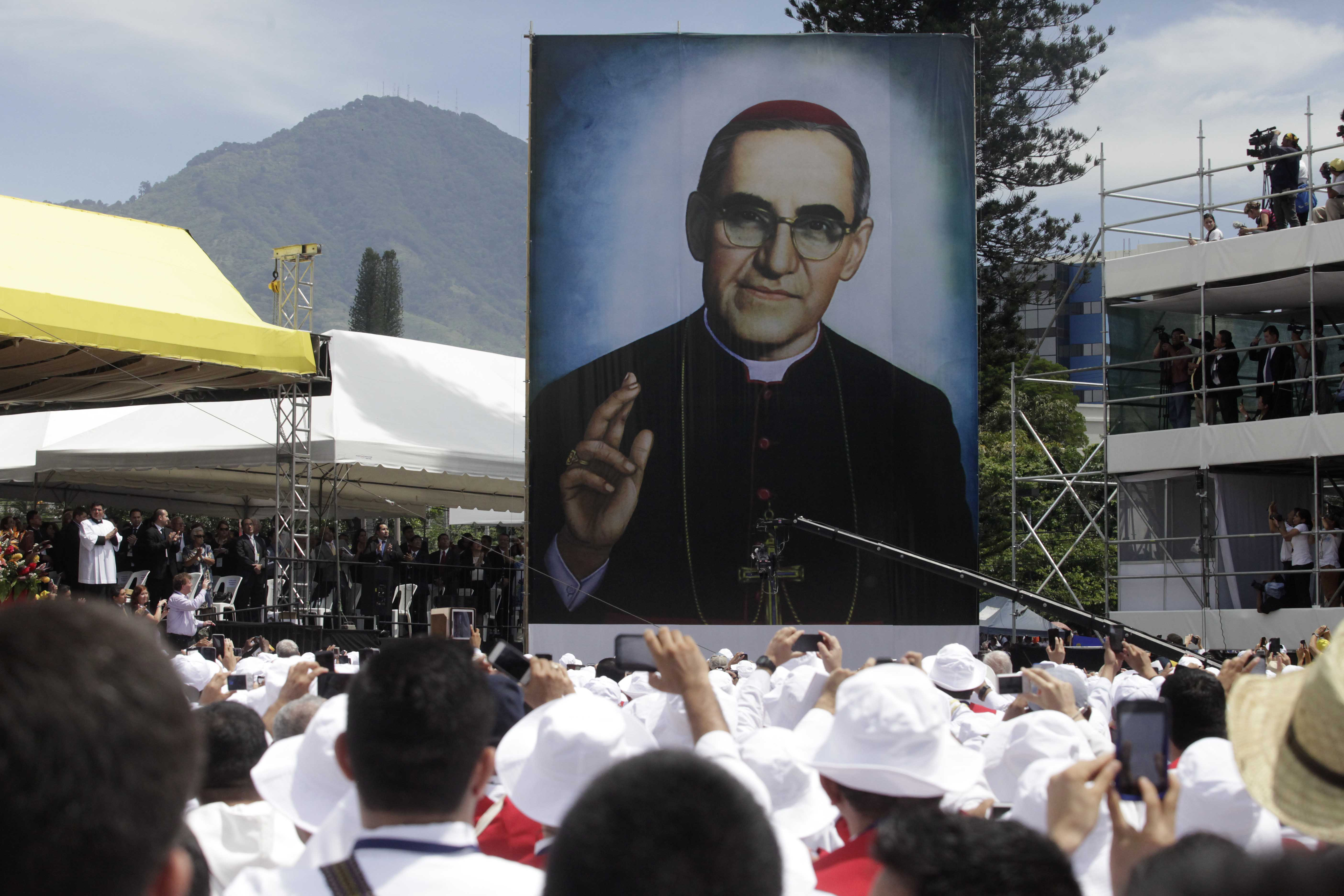
Ceremonia de beatificación en San Salvador

Desde la Santa Sede se respondió que la causa de beatificación de Óscar Arnulfo Romero nunca estuvo bloqueada. Con todo, Jesús Delgado, secretario de monseñor Romero, admitió la existencia de una oposición económica, social y política a su beatificación, y señaló: «Algunos dicen que fue (Alfonso) López Trujillo el que atrasó el proceso y puede que sí, porque él era el encargado de los temas de América Latina». Durante el pontificado de Francisco, la causa habría contado con el apoyo expreso del papa.
El 3 de febrero de 2015 el papa Francisco autorizó la promulgación del decreto de la Congregación para las Causas de los Santos que declaró a Óscar Romero mártir de la Iglesia, asesinado por «odio a la fe». La ceremonia de beatificación, presidida por el cardenal Angelo Amato se llevó a cabo en la Plaza Salvador del Mundo de la ciudad de San Salvador el día 23 de mayo. Según estimaciones de medios católicos, participaron en la celebración unas 300.000 personas de 57 países, en tanto que otros medios internacionales estimaron la presencia de al menos 250.000 personas.
El papa Francisco expresó en una carta enviada al obispo de San Salvador, José Luis Escobar Alas, que la beatificación de monseñor Romero «es motivo de gran alegría para los salvadoreños y para cuantos gozamos con el ejemplo de los mejores hijos de la Iglesia», y agregó:

[...] Monseñor Romero nos invita a la cordura y a la reflexión, al respeto a la vida y a la concordia. Es necesario renunciar a “la violencia de la espada, la del odio”, y vivir “la violencia del amor, la que dejó a Cristo clavado en una cruz, la que se hace cada uno para vencer sus egoísmos y para que no haya desigualdades tan crueles entre nosotros”. Él supo ver y experimentó en su propia carne “el egoísmo que se esconde en quienes no quieren ceder de lo suyo para que alcance a los demás”. Y, con corazón de padre, se preocupó de “las mayorías pobres”, pidiendo a los poderosos que convirtiesen “las armas en hoces para el trabajo”. [...]

### Canonización

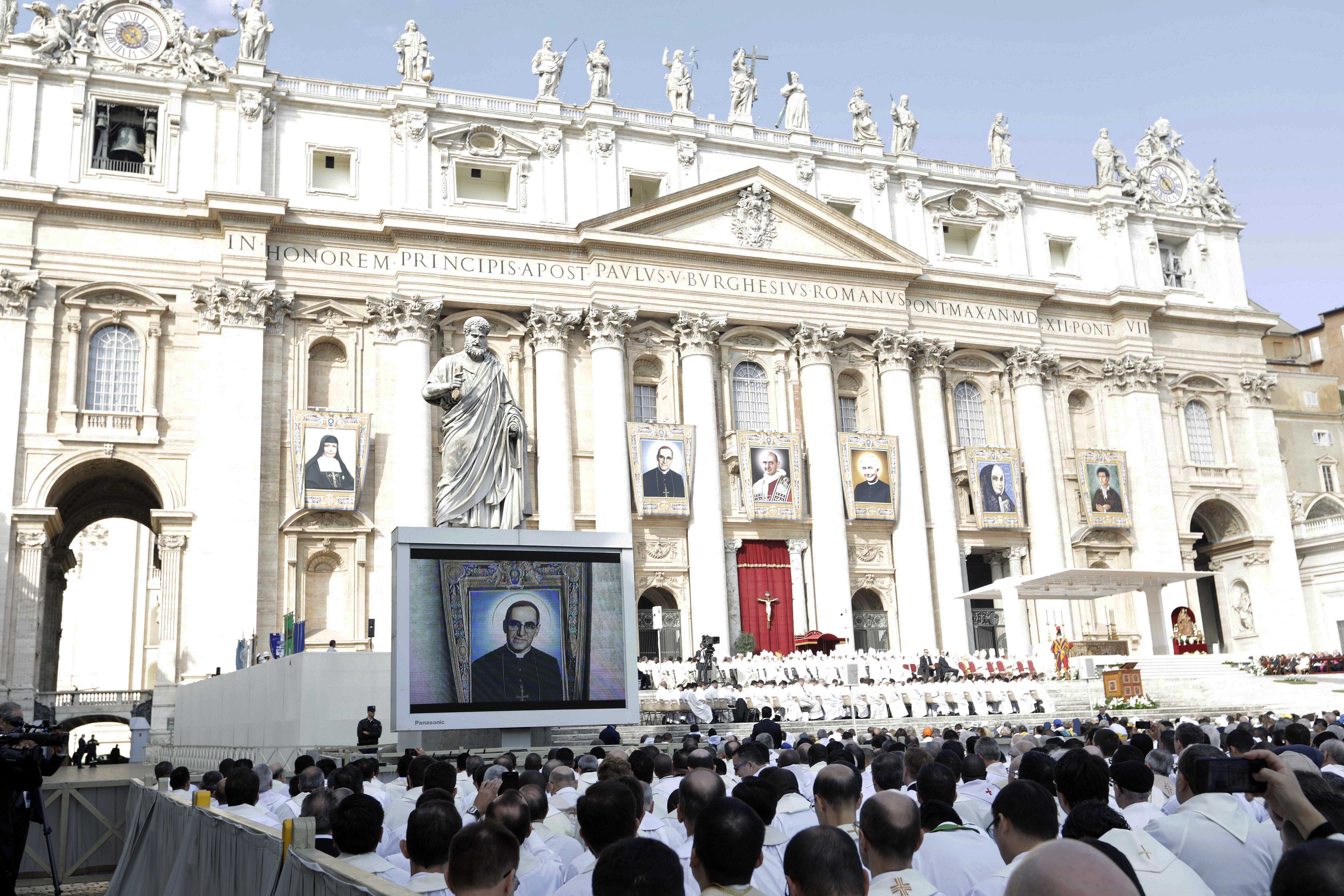
Ceremonia de canonización en la plaza de San Pedro.

A finales de febrero del 2017  se enviaron a Roma testimonios de un  posible milagro atribuido a la intercesión de monseñor Romero para que fuera estudiado por la Congregación para las Causas de los Santos del Vaticano. El 7 de marzo de 2018, el papa Francisco autorizó la canonización de monseñor Romero, aceptando el milagro de sanación total, irreversible, y sin secuelas, de la salvadoreña Cecilia Flores, quien en 2015, después de tener a su tercer hijo, sufrió de síndrome de HELLP, una rara afección que la llevó al borde de la muerte, pero al rezar su esposo una noche una oración en una estampa de Romero que encontró dentro de una biblia en su casa para pedir su intercesión por un milagro a Dios, ella comenzó inmediatamente a recuperarse en el hospital donde estaba internada, saliendo del coma inducido en el que se encontraba; y unos días después salió del hospital caminando totalmente recuperada. Con ese milagro y su martirio, cumple con los requisitos necesarios para ser escrito su nombre en el libro de los santos.
El 19 de mayo de 2018, el papa Francisco anunció la canonización de Romero, la cual se realizó el 14 de octubre de 2018. En la misma ceremonia fueron canonizados también Pablo VI, Nazaria Ignacia de Santa Teresa de Jesús, Francesco Spinelli, Vincenzo Romano, Marìa Caterina Kasper y Nunzio Sulprizio. Francisco dijo que es «hermoso» que Romero fuese canonizado junto a Pablo VI y los demás santos y destacó «dejó la seguridad del mundo, incluso su propia incolumidad, para entregar su vida según el evangelio» cercano a los pobres.
El cardenal Gregorio Rosa Chávez solicitó al romano pontífice abrir el proceso para declarar a Romero doctor de la Iglesia y la beatificación de Rutilio Grande.

### Patronazgo
- Óscar Romero es patrono de Caritas Internationalis, distinción que comparte con Teresa de Calcuta y Martín de Porres.[78]
- El papa Francisco nombró a Óscar Romero junto con Santa María la Antigua como intercesores de la Jornada Mundial de la Juventud que se realizó en Panamá en 2019, con el lema "Pastor bueno, lleno de amor de Dios y cercano a sus hermanos".

## Honores recibidos

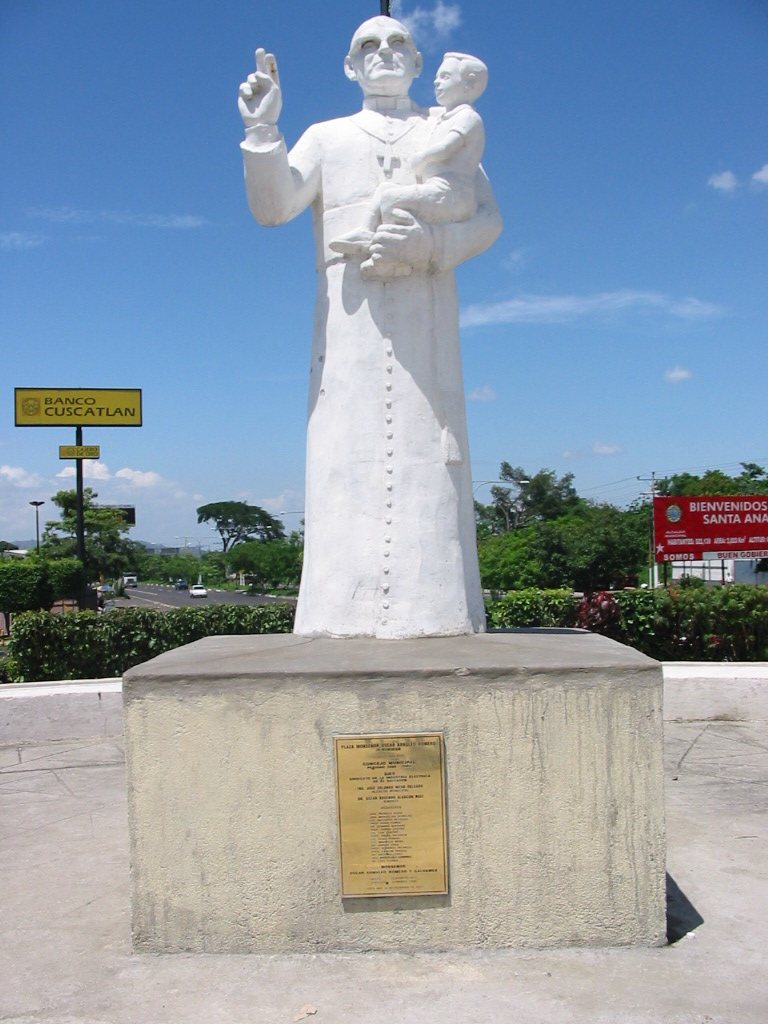
Monumento a monseñor Romero en la ciudad de Santa Ana.

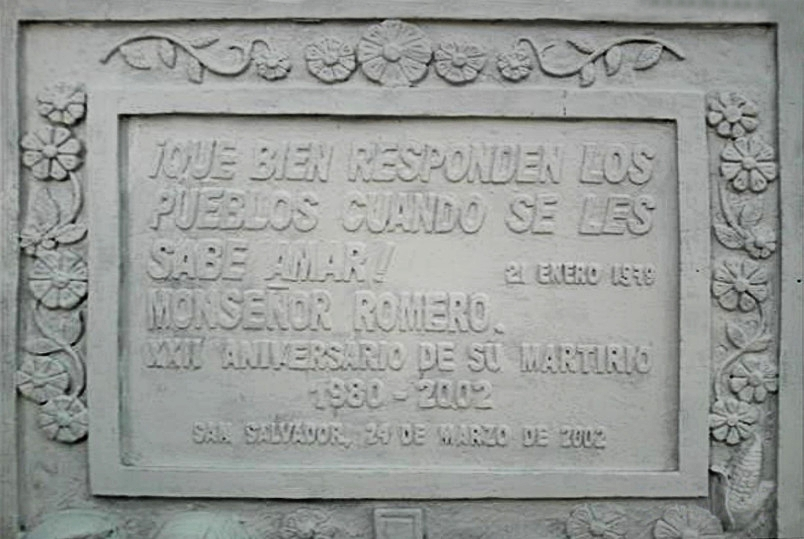
Placa del monumento a monseñor Romero en San Salvador.

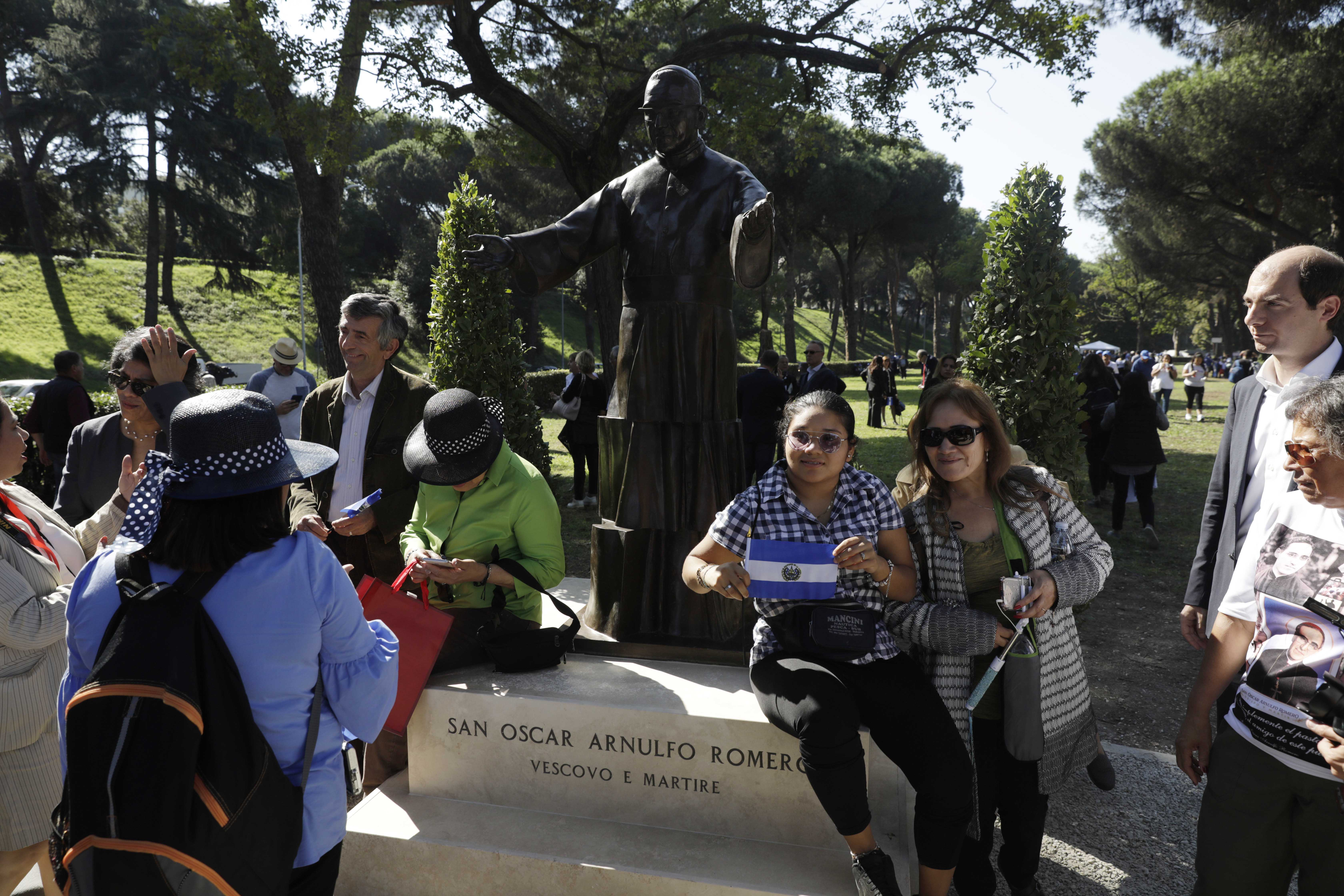
Develación de escultura de monseñor Romero. Roma Italia.

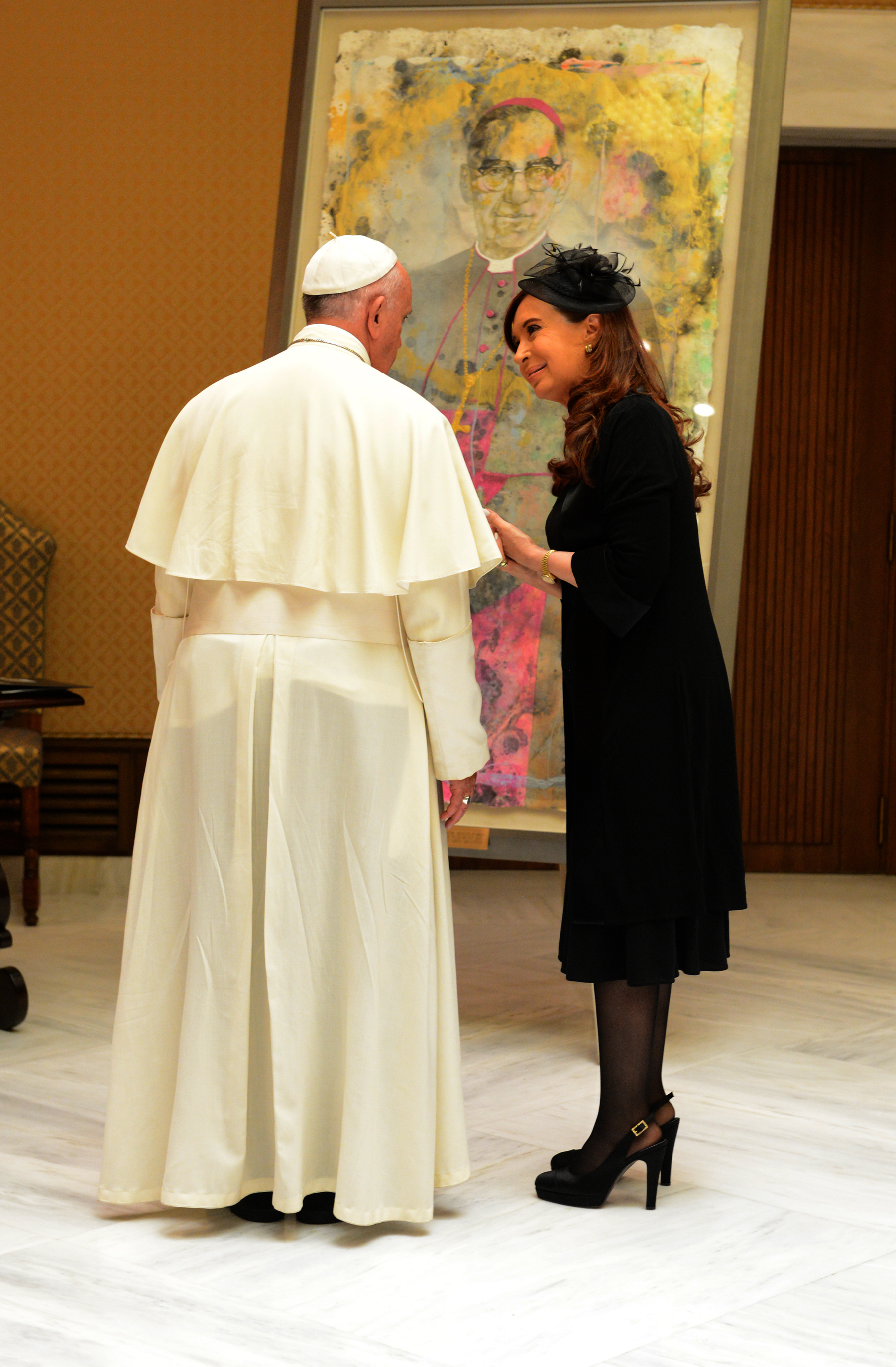
la presidenta argentina Cristina de Kirchner y el Papa Francisco frente a un retrato del arzobispo Romero en el Vaticano.

- Doctor honoris causa de la Universidad de Lovaina de Bélgica (1980).
- Doctor honoris causa de la Universidad de Georgetown, Estados Unidos (1978).
- Doctor honoris causa de la Universidad de El Salvador (1980).
- Doctor honoris causa de la Universidad Centroamericana José Simeón Cañas (UCA) de El Salvador (1985).
- Premio Paz de la Acción Ecuménica Sueca (1980).
- Hijo meritísimo Post Mortém de la Asamblea Legislativa de El Salvador (2000).
- Ciudadano Ilustre de la municipalidad de Ciudad Barrios (1970).
- Día Nacional de monseñor Óscar Arnulfo Romero cada 24 de marzo, declarado por la Asamblea Legislativa de El Salvador (2010).[79]
- Día Internacional del Derecho a la Verdad en relación con Violaciones Graves de los Derechos Humanos y de la Dignidad de las Víctimas, declarado por la Organización de las Naciones Unidas cada 24 de marzo, en reconocimiento a los valores de monseñor Romero y su dedicación al servicio de la humanidad (resolucíón de la 71.ª sesión plenaria del 21 de diciembre de 2010).[80]
- Su nombre figura en el Calendario de Santos Luterano.
- En 2015, el Comité para la Nomenclatura de los Cuerpos Pequeños de la Unión Astronómica Internacional rebautizó como Asteroide (13703) Romero, a uno de los cuerpos descubiertos por el astrónomo belga Eric Walter Elst.[81]

## Cultura popular

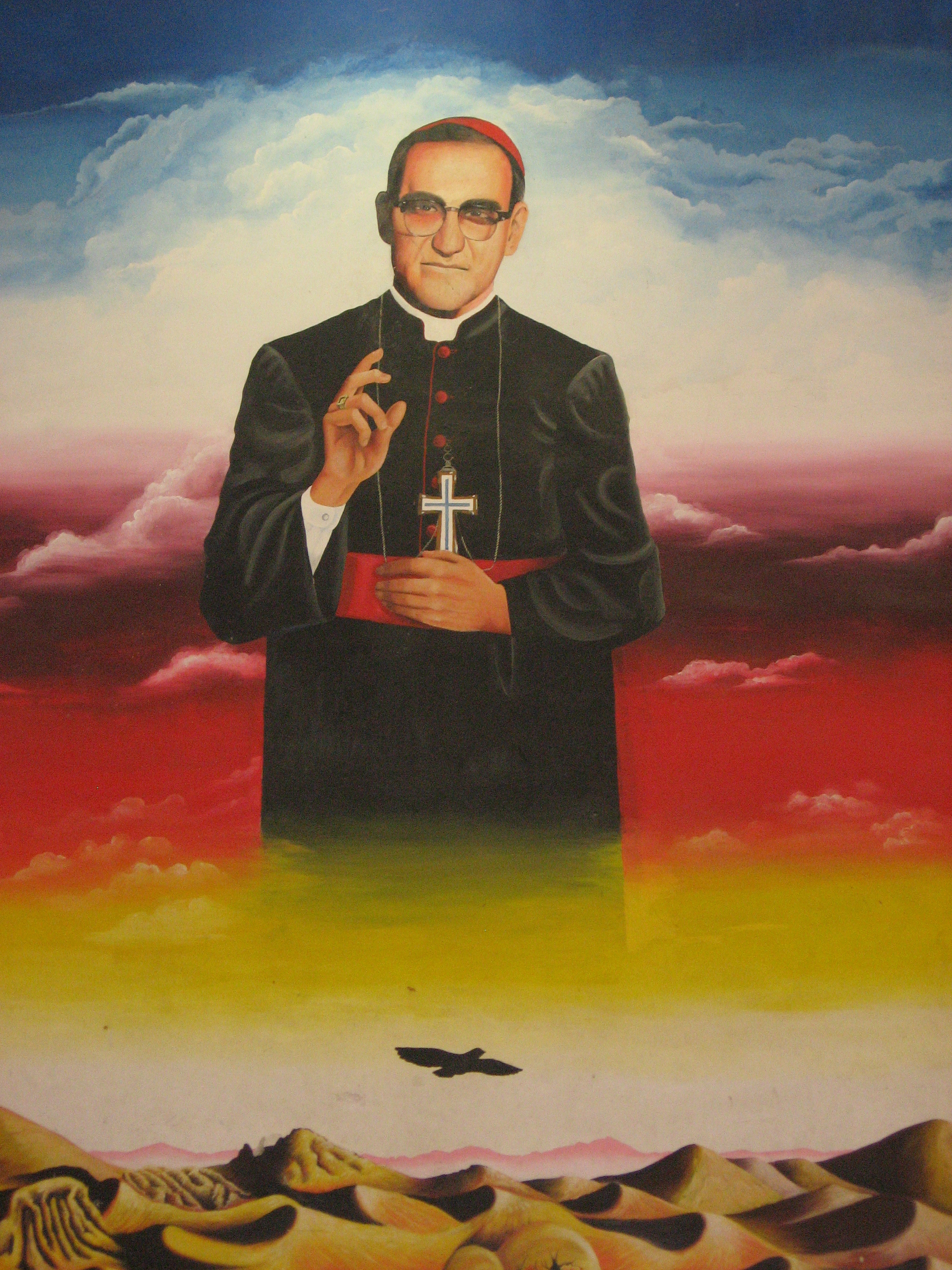
Mural en la Facultad de Jurisprudencia y Ciencias Sociales de la Universidad de El Salvador.

Romero fue símbolo de unión con los pobres durante la guerra en El Salvador (1980-1992). Actualmente es considerado como un símbolo de la Iglesia católica en El Salvador, y de otras partes del mundo. Algunos sectores le nombran «San Romero de América», apelativo concebido por el religioso Pedro Casaldáliga.
El compositor brasileño Jorge Antunes, compuso en 1980 la Elegia violeta para monsenhor Romero, para dos niños solistas, piano obligado, coro infantil y orquesta de cámara. Dentro de la obra se recitan y cantan textos del mismo Romero, parte de los salmos 55, 56 y 59, extractos de la Declaración Universal de los Derechos Humanos; así como textos de Ernesto Che Guevara, Naji Alush y Vassilikos.
En 1982 el dramaturgo costarricense Samuel Rovinski escribió la obra de teatro El martirio del pastor, centrada en los últimos años de la vida de Romero.
En la cinta Choices of the Heart (Opciones del Corazón) de 1983, sobre el asesinato de 4 misioneras norteamericanas en 1980, Romero es interpretado por el actor René Enríquez.
Es interpretado por José Carlos Ruiz en el filme de Oliver Stone Salvador, realizada en 1986 y retrata parte importante de su discurso.
La película Romero, realizada en 1989, está basada en su biografía. John Sacret Young escribió el guion y Raúl Juliá protagonizó esa producción cinematográfica representando a monseñor Óscar Romero.
En la secuela televisiva del 2006 Karol: Un hombre que se hizo Papa, Romero es interpretado por Carlos Kaniowsky.
La canción El Padre Antonio y el Monaguillo Andrés, de Rubén Blades, narra la historia de un sacerdote asesinado durante la misa, como un homenaje a "un cura bueno: Arnulfo Romero".
Muchos músicos populares también dedican sus arreglos musicales en memoria de la labor que él condujo a través de los años en su labor pastoral, dentro de esos cantos están: Monseñor Romero, profeta, mártir y pastor. Otros: grupo Yolocamba I Ta, Luis Enrique Mejía Godoy con Farabundo y Romero, Nancy White con Hymn to Oscar Romero, el grupo chileno Sol y Lluvia con: Gorrión de amor, Super Pakito Chac con SLM80 y el grupo Hondureño Pez Luna con su canción Monseñor.

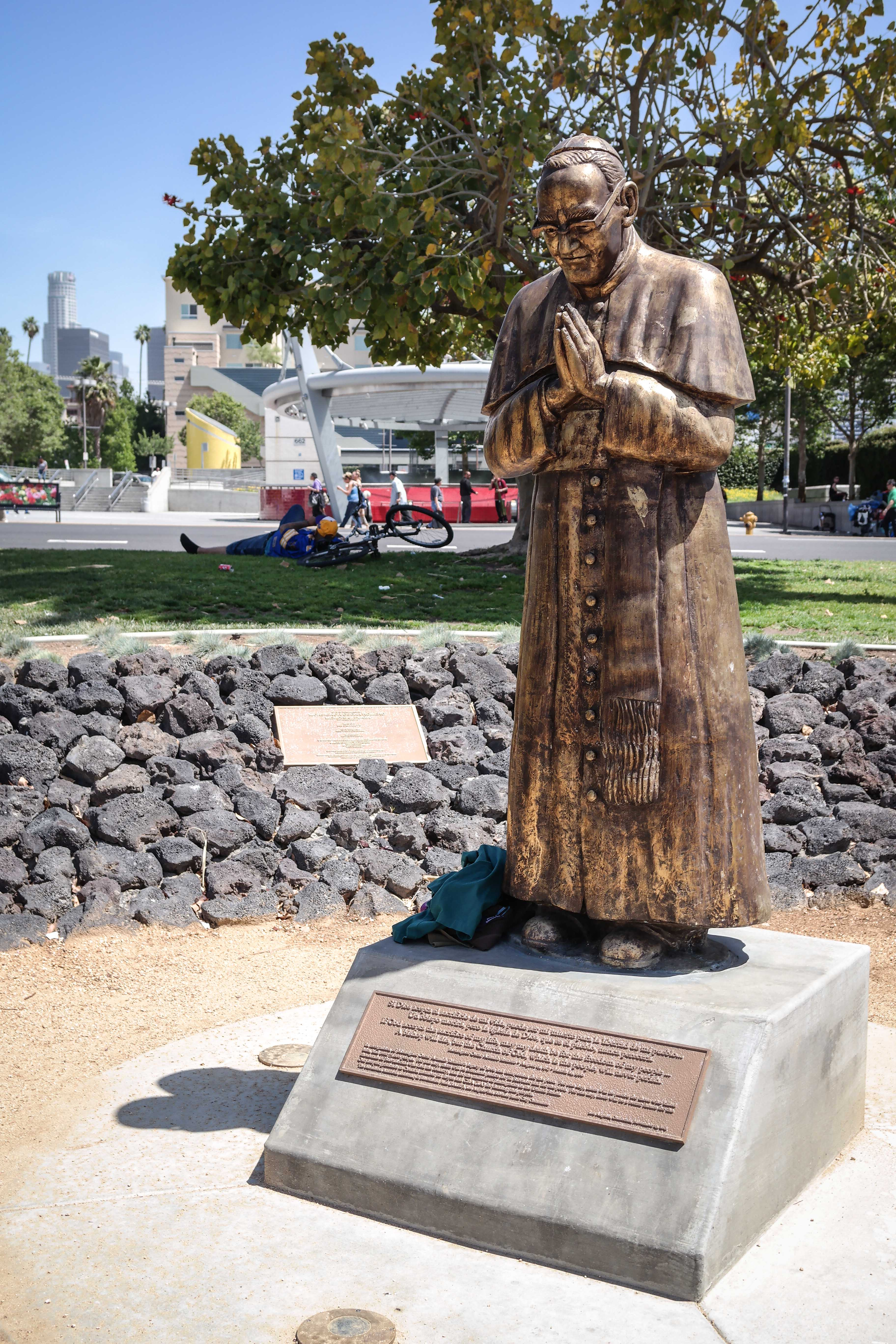
Plaza Conmemorativa monseñor Óscar Romero en Los Ángeles.

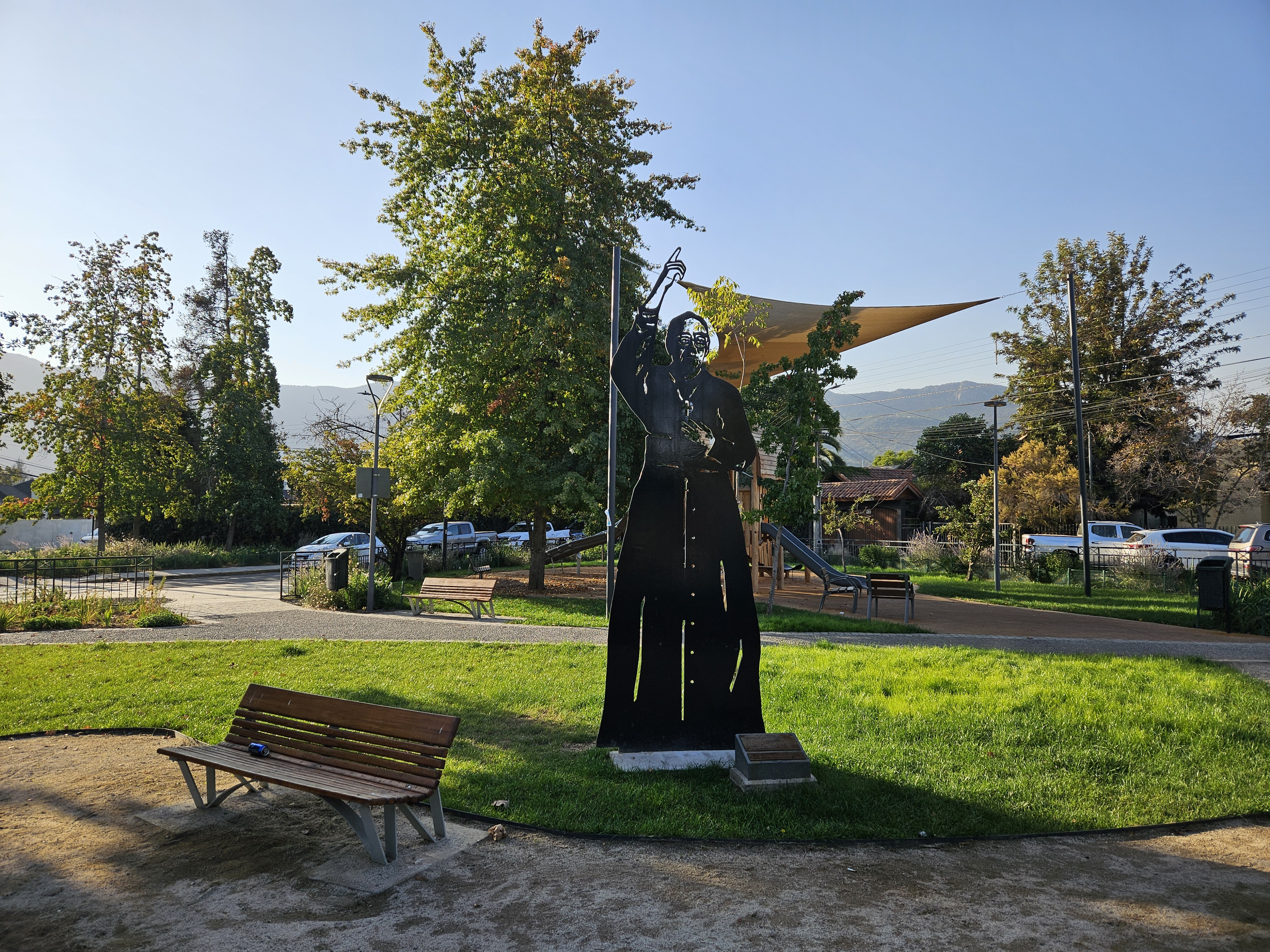
Monumento a Óscar Arnulfo Romero por la artista chilena Francisca Cerda

En ocasión del XXV Aniversario, dos nuevos discos salen a la luz: una nueva versión de la “Misa Popular Salvadoreña” con la participación los integrantes de “Exceso de Equipaje”: Guillermo Cuéllar, Alberto Masferrer y Paulino Espinoza, las voces del coro de la Universidad Tecnológica y otros músicos invitados y el álbum Profeta, 25 años después, grabado por jóvenes de la Red de Músicos Católicos Caritas Christi de El Salvador. Canciones como "Romero de las Américas" (Christos), "Bienaventurados" (Mateo Guzmán), "Donde está esa voz" (Grupo Fiat), "Resucitó" (Mauro Arévalo), "Monseñor" (Roberto Damas), "La humildad de un pastor" (Juan Carlos García Melgar), "Corazón de maíz" (Preludio) y "Naciste al morir" (Ricardo Amaya) son parte de este homenaje.
Entre los documentales que se han realizado de su vida están "Mons. Romero Un misterio de Dios” (2010) de Guillermo Gómez y Óscar Orellana,  el documental italiano “Romero. Voce dei senza voce” (2010) de Maite Carpio,   “El cielo abierto” (2011) del mexicano Everardo González,  y  “Óscar Romero, una voz universal” (2015).
En 2020 se inauguró un monumento a Romero esculpido por la artista chilena Francisca Cerda en la plaza República de El Salvador en la comuna de Vitacura, Santiago de Chile.

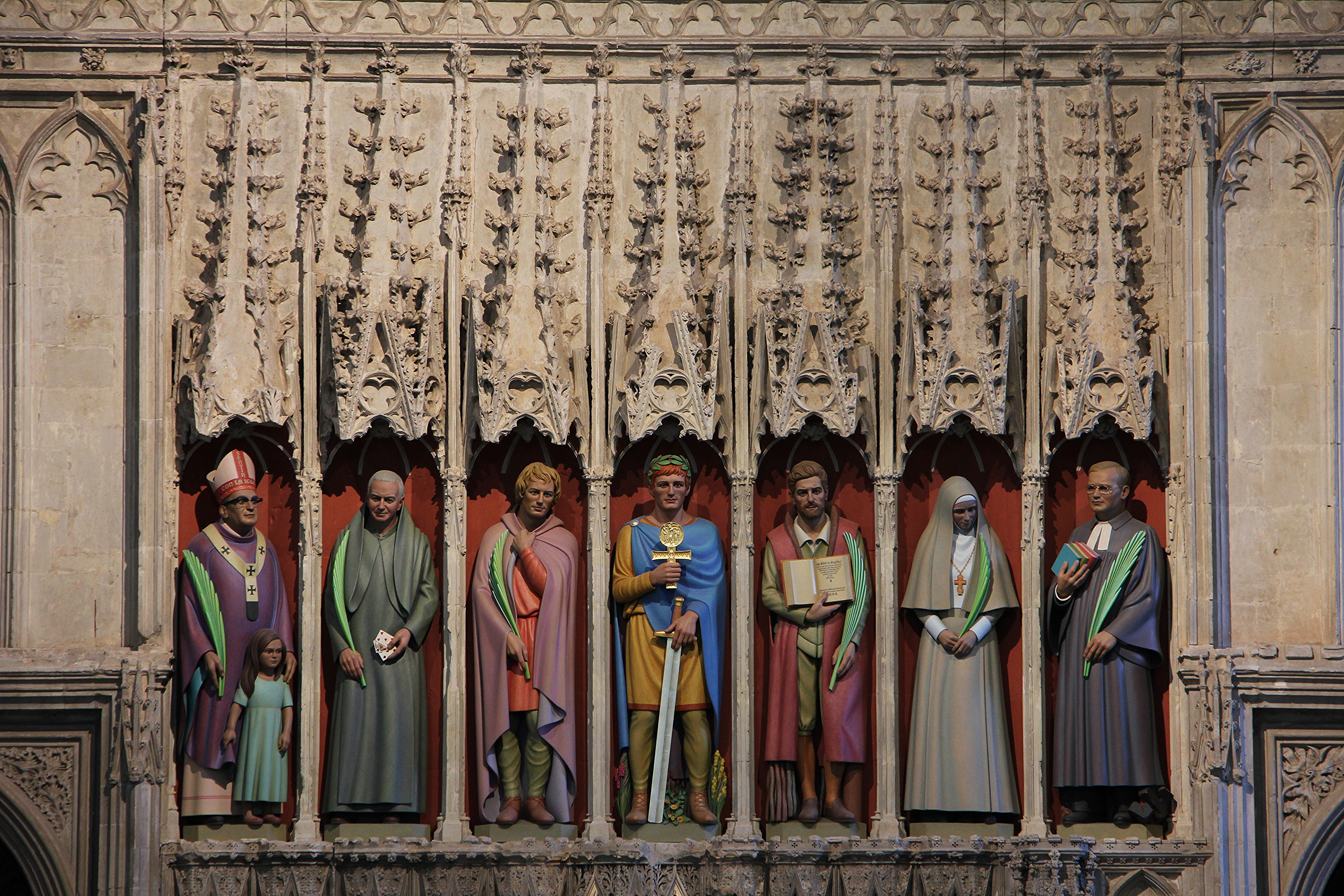
San Óscar Romero, San Albano Roe, San Anfíbalo, San Albano, George Tankerfield, Isabel de Rusia, Dietrich Bonhoeffer, representados en el retablo de la nave. Catedral de St Albans Reino Unido.

También existe una fundación que contribuye no solo a rescatar los valores del evangelio a los más necesitados sino también a desarrollar actividades socioculturales de formación y acompañamiento a otras organizaciones populares cuyo nombre es "Fundación Monseñor Romero".
Entre los libros publicados en torno a su figura y contexto se haya uno titulado "Monseñor Romero, Evangelizador en Tiempos de injusticia", de José Frias del Santo,  que es una recopilación de varios textos.